# Пейон
Пейо́н (фр. Peillon) — коммуна на юго-востоке Франции в регионе Прованс — Альпы — Лазурный берег, департамент Приморские Альпы, округ Ницца, кантон Конт. До марта 2015 года коммуна административно входила в состав упразднённого кантона Л’Эскарен (округ Ницца).
Площадь коммуны — 8,7 км², население — 1322 человека (2006) с выраженной тенденцией к росту: 1439 человек (2012), плотность населения — 165,4 чел/км².

## Население
Население коммуны в 2011 году составляло — 1410 человек, а в 2012 году — 1439 человек.
| 1962 | 1968 | 1975 | 1982 | 1990 | 1999 | 2006 | 2007 | 2011 | 2012 |
| ---- | ---- | ---- | ---- | ---- | ---- | ---- | ---- | ---- | ---- |
| 781  | 937  | 898  | 1038 | 1139 | 1227 | 1322 | 1336 | 1410 | 1439 |

Динамика численности населения:

## Экономика
В 2010 году из 931 человек трудоспособного возраста (от 15 до 64 лет) 721 были экономически активными, 210 — неактивными (показатель активности 77,4 %, в 1999 году — 68,6 %). Из 721 активных трудоспособных жителей работали 670 человек (362 мужчины и 308 женщин), 51 числились безработными (29 мужчин и 22 женщины). Среди 210 трудоспособных неактивных граждан 75 были учениками либо студентами, 78 — пенсионерами, а ещё 57 — были неактивны в силу других причин.
На протяжении 2010 года в коммуне числилось 551 облагаемое налогом домохозяйство, в котором проживало 1346,0 человек. При этом медиана доходов составила 22 тысячи 135 евро на одного налогоплательщика.